# Solos (Cilícia)
Solos (em grego clássico: Σόλοι; romaniz.: Sóloi, em latim: Soli) ou Pompeópolis (em grego: Πομπηιούπολις}; romaniz.: Pompeioúpolis) foi uma antiga cidade portuária na Cilícia Traqueia, na atual Turquia, hoje na província de Mersina.

## História
Colonos de Argos na Grécia e Lindo em Rodes são descritos como seus fundadores, com ela sendo mencionada pela primeira vez no tempo da campanha de Ciro, o Jovem. No século IV a.C., era tão rica que Alexandre, o Grande exigiu um tributo de 200 talentos. Nas Guerras Mitridáticas, foi destruída pelo rei Tigranes, o Grande (r. 95–55 a.C.), mas foi em seguida reconstruída pelo romano Pompeu, que assentou ali muitos dos piratas que capturou em suas campanhas e chamou-a Pompeópolis.
Solos era a cidade natal do estoico Crísipo e dos poetas Filemão e Arato. O mau grego falado em Solos levou ao surgimento do solecismo (σολοικισμός). Em 260, o xá Sapor I (r. 240–270) fez grande campanha contra a Cilícia ao derrotar o imperador Valeriano (r. 253–260) na Batalha de Edessa. Solos foi uma das cidades atacadas na campanha, mas seria libertada após a vitória naval de Balista contra os invasores no mesmo ano.
Suas ruínas, que se encontram na margem direita do Mezetlü Su, foram saqueadas para fornecer material de construção para Mersina, e pouco resta, exceto parte da colunata que ladeava a rua principal que levava ao porto. Se encontra a cerca de 10 km do centro de Mersina.